# Anders Järryd
Anders Pierre Järryd (Lidköping, Suecia, 13 de julio de 1961) es un exjugador de tenis sueco.
Entre sus méritos, alcanzó a ser número 1 del mundo en dobles en 1985, top 5 en individuales ese mismo año, y 3 veces campeón de la Copa Davis.
Cosechó un total de 59 títulos ATP en dobles y 8 títulos ATP en individuales.

## Torneos deGrand Slam

### Campeón Dobles (8)
| Año  | Torneo                    | Pareja          | Oponentes en la final           | Resultado                 |
| 1983 | Roland Garros             | Hans Simonsson  | Mark Edmondson Sherwood Stewart | 7-6(4) 6-4 6-2            |
| 1987 | Abierto de Australia      | Stefan Edberg   | Peter Doohan Laurie Warder      | 6-4 6-4 7-6(3)            |
| 1987 | Roland Garros             | Robert Seguso   | Guy Forget Yannick Noah         | 6-7(5) 6-7(2) 6-3 6-4 6-2 |
| 1987 | Abierto de Estados Unidos | Stefan Edberg   | Ken Flach Robert Seguso         | 7-6(1) 6-2 4-6 5-7 7-6(2) |
| 1989 | Wimbledon                 | John Fitzgerald | Rick Leach Jim Pugh             | 3-6 7-6(4) 6-4 7-6(4)     |
| 1991 | Roland Garros             | John Fitzgerald | Rick Leach Jim Pugh             | 6-0 7-6(2)                |
| 1991 | Wimbledon                 | John Fitzgerald | Javier Frana Leonardo Lavalle   | 6-3 6-4 6-7(7) 6-1        |
| 1991 | Abierto de Estados Unidos | John Fitzgerald | Scott Davis David Pate          | 6-3 3-6 6-3 6-3           |

### Finalista Dobles (5)
| Año  | Torneo                    | Pareja          | Oponentes en la final               | Resultados               |
| 1984 | Abierto de Estados Unidos | Stefan Edberg   | John Fitzgerald Tomáš Šmíd          | 6-7 3-6 3-6              |
| 1986 | Roland Garros             | Stefan Edberg   | John Fitzgerald Tomáš Šmíd          | 3-6 6-4 3-6 7-6(4) 12-14 |
| 1988 | Roland Garros             | John Fitzgerald | Andrés Gómez Emilio Sánchez Vicario | 3-6 7-6(8) 4-6 3-6       |
| 1988 | Wimbledon                 | John Fitzgerald | Ken Flach Robert Seguso             | 4-6 6-2 4-6 6-7(3)       |
| 1993 | Abierto de Australia      | John Fitzgerald | Danie Visser Laurie Warder          | 4-6 3-6 4-6              |